# Dudești (Bucarest)

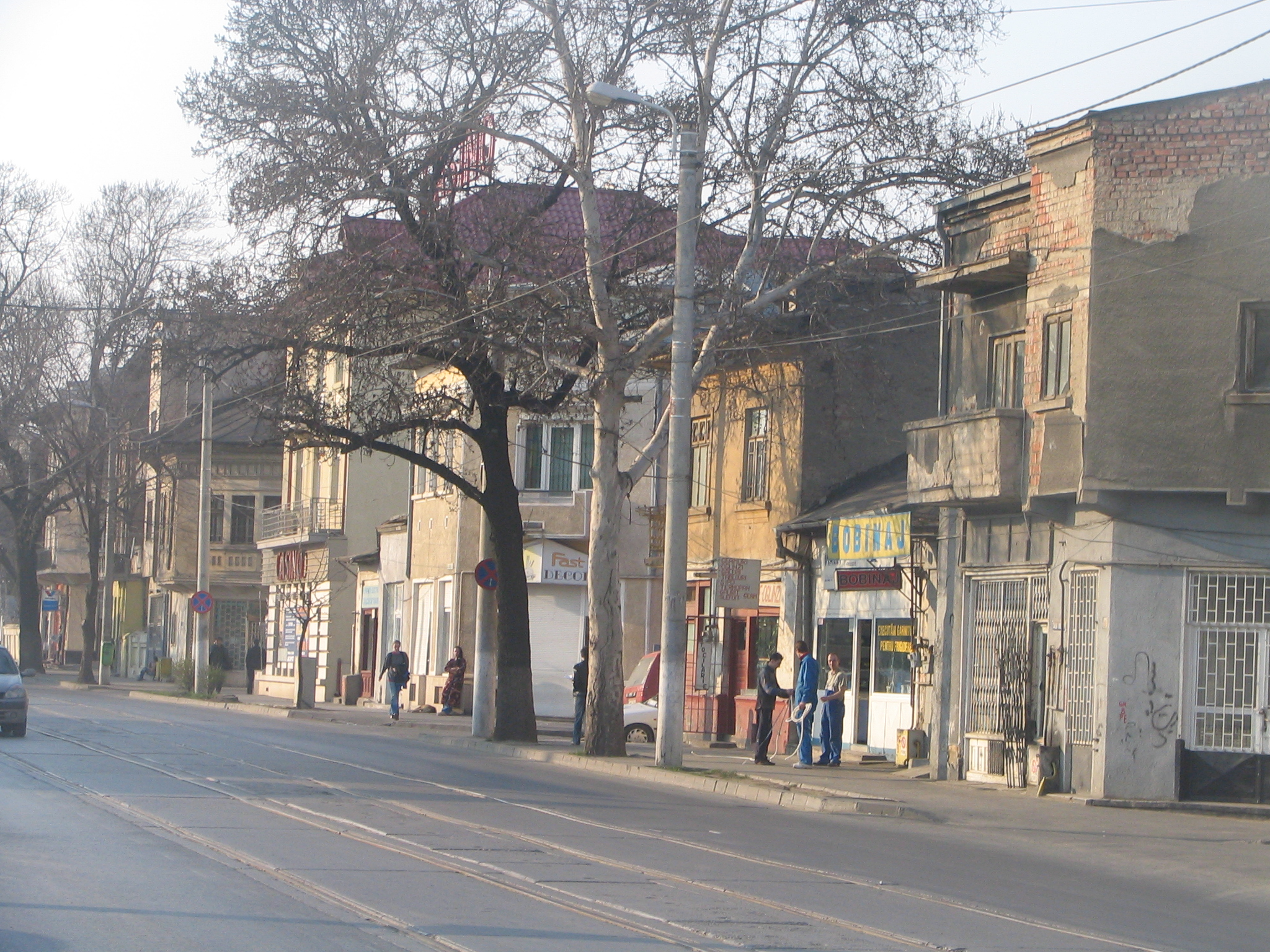
Fila de casas en la Calea Dudești.

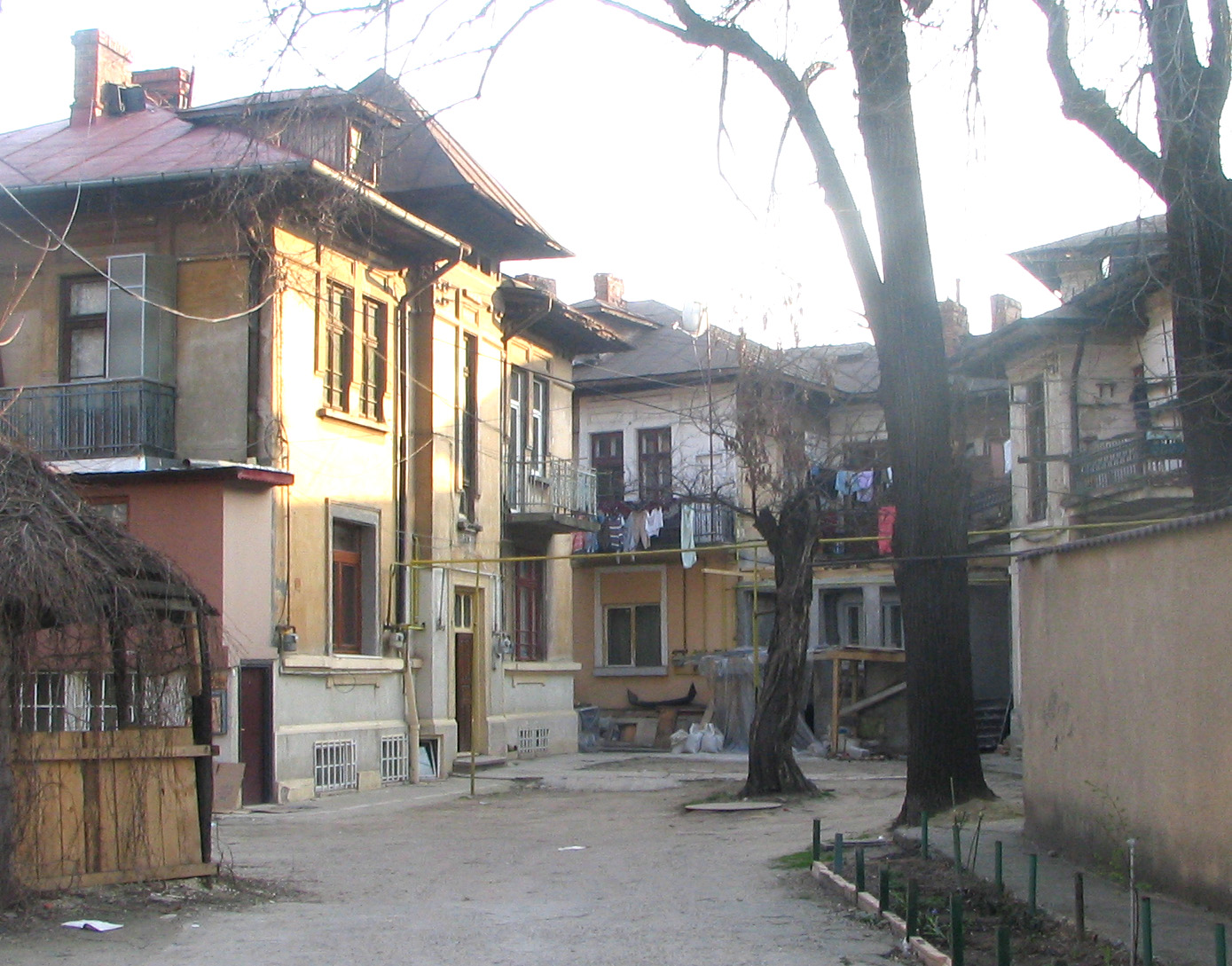
Casas antiguas en Dudești.

Dudești es uno de los barrios del Sector 3 de Bucarest, Rumanía. Se encuentra en la zona sureste de la capital rumana, junto a los barrios de Vitan, Văcărești y Dristor. La cultura mesolítica conocida como cultura de Dudești se extendió por la mayor parte de la llanura rumana y la región de Dobrudja, y recibe su nombre de esta zona de Bucarest, puesto que los primeros restos arqueológicos de esta cultura se localizaron en este barrio.
Dudești era originalmente una aldea y fue anexionada al término municipal de Bucarest cuando la ciudad creció a finales de los años setenta, pero escapó del proyecto de sistematización de Nicolae Ceaușescu. El nombre de Dudești proviene de la palabra rumana dud (morera) y del sufijo -ești. A lo largo del barrio discurre la Calea Dudești, que es una de las principales arterias viarias de Bucarest.
Muy cerca del barrio se encuentra un depósito de tranvías y el centro comercial București Mall.
- Datos: Q1872530
- Multimedia: Dudești, Bucharest / Q1872530